# Gamasomorpha humilis
Gamasomorpha humilis är en spindelart som beskrevs av Cândido Firmino de Mello-Leitão 1920. 
Gamasomorpha humilis ingår i släktet Gamasomorpha och familjen dansspindlar. Inga underarter finns listade i Catalogue of Life.